# یورگن توروالد
یورگن توروالد (به آلمانی: Jürgen Thorwald) ‏ (۲۸ اکتبر ۱۹۱۵ – ۴ آوریل ۲۰۰۶) با نام اصلیِ هاینس بونگارتز (به آلمانی: Heinz Bongartz) یک نویسنده آلمانی، روزنامه نگار و تاریخدان بود که بیشتر برای تحقیقاتش در تاریخ پزشکی قانونی و جنگ جهانی دوم مشهور است.
توروالد کار خود را سال ۱۹۳۳ در آلمان نازی و در انتشاراتی مانند Die Braune Post (نامه قهوه‌ای) آغاز کرد. او در زمان جنگ بعنوان نویسنده تبلیغاتی و با تمرکز بر لوفت وافه کار می‌کرد. پس از اشغال آلمان، او نام خود را به یورگن توروالد تغییر داد تا بتواند در آلمانِ تحتِ اشغال نیروهای متفقین کار کند. در سال ۱۹۴۷ وی قانوناً نام یورگن توروالد را برای خود برگزید. در ایران سریال قرن کارآگاهان که بر اساس کتاب او نوشته شده پخش شده است.

## کتابشناسی
- قرن جراحان (۱۹۵۶)
- سرگذشت زن و زایمان
- جراح دیوانه (۱۹۶۰)
- قرن کارآگاهان، یا، تاریخچه پیدایش و پیشرفت جرم‌یابی‌علمی (۱۹۶۴)

## سرچشمه ها
1. ↑   Wilkes, Roger (۲۰۰۰). "heinz+bongartz"&dq="The+Mammoth+Book+of+Murder+and+Science"&sig=XGpbH4A-J5nhJqbEmNL5Lf369wA The Mammoth Book of Murder and Science. New York: Carroll & Graf. p. ۲۲۲. ISBN 0786707895.